# アリアドネの糸
「アリアドネの糸」（アリアドネのいと）は、日本のロックバンド・Do As Infinityの25作目（通算26作目）のシングル。

## 概要
- 前作「誓い」から約2ヶ月ぶりのシングル。
- 表題曲は伊藤淳史と仲村トオル主演のテレビドラマ『チーム・バチスタ3 アリアドネの弾丸』の主題歌に使用された。テレビドラマのタイアップは「柊」以来8作ぶりとなった[1]。
- カップリング1曲目には表題曲とは別の新録曲が収録された。再結成後で純粋な新録曲がカップリングに収録されるのは「TAO」以来6作ぶりとなった。
- カップリング2曲目には中山信彦が手掛けた表題曲のリミックスバージョンが収録された。リミックスバージョンがカップリングに収録されるのは「Desire」以来19作ぶりとなった。このことについて大渡亮は「初期の頃はエイベックス・エンタテインメントの意向で制作されたが、今作はメンバーの意思で制作した」と語っている[2]。
- ジャケットが異なるCD+DVD盤とCD盤の2形態で発売された。DVDには表題曲のミュージック・ビデオが収録された。タイアップ先が医療ミステリードラマであること、今作発売年の2011年がメジャーデビュー12周年であることに因み、各両盤のジャケットに12個の間違い探しが施された[3][4]。
- オリコンチャート初登場16位を獲得。「∞2」以来2作ぶりにトップ20入りを果たした。

## 収録曲
1. アリアドネの糸 [4:00]
作詞：Hayato Kimura、Do As Infinity
作曲：Miki Watanabe
編曲：Seiji Kameda
テレビドラマ『チーム・バチスタ3 アリアドネの弾丸』のために書き下ろされた楽曲で、ブルー・ノート・スケールが取り入れられたマイナー調のロックナンバー。この楽曲とバラードナンバーの2曲を制作サイドに提示したが、ドラマの前2シリーズの主題歌がバラードだったため、この楽曲が採用された。また、デモではBメロが8小節ほど長かったが、サビへの流れを良くし疾走感を出すため現在の形に修正された[2]。
歌詞はアリアドネーをモチーフに木村が手掛けたものをテレビドラマの雰囲気に寄せて、先が見えない状況下で自身の意志を誇示する歌詞を加えた内容となっている[2]。
2. 僕たちの決断 [4:17]
作詞：Psycho Kawamura
作曲：Mai Hoshimura
編曲：Seiji Kameda
表題曲の後に制作された楽曲で、いくつか候補がある内、表題曲と一転したテイストの楽曲として選定された。歌詞は「Field of dreams」の続編に着想を得て書かれており、伴都美子曰く「短編小説のような雰囲気」とのこと[2]。
3. アリアドネの糸 -ZZ8 Remix- [4:23]
作詞：Hayato Kimura、Do As Infinity
作曲：Miki Watanabe
リミックス：Nobuhiko Nakayama
表題曲のリミックスバージョン。
4. アリアドネの糸 -Instrumental- [3:57]
作曲：Miki Watanabe
編曲：Seiji Kameda
表題曲のインストゥルメンタルバージョン。

## 参加ミュージシャン
Do As Infinity
- 伴都美子：Vocal & Chorus (#1〜3)
- 大渡亮：Guitar (全曲)

Support Musician
- 亀田誠治：Bass (全曲)
- 河村"カースケ"智康：Drums (全曲)
- 斎藤有太：Electric Piano (#2)
- 豊田泰孝：Manipulator (全曲)

## タイアップ
- フジテレビ系列火曜10時枠ドラマ『チーム・バチスタ3 アリアドネの弾丸』主題歌 (#1)

## 収録アルバム
- TIME MACHINE (#1)
- The Best of Do As Infinity (#1)
- 2 of Us [BLUE] -14 Re:SINGLES- (#1 2 of Us)
- Lounge (#1)
- Do The B-side 2 (#2)
- Powers Selection (#1)
- Do The Complete (#1)